# Sašo Ožbolt
Sašo Ožbolt, slovenski košarkar, * 4. april 1981, Dubrovnik, Hrvaška.
Sašo Ožbolt je visok 191 cm in igra na položaju branilca. Od leta 2003 je igral za ljubljansko Union Olimpijo, bil je tudi občasni reprezentant vendar ima zaradi komplicirane poškodbe kolena velike težave in je moral izpustiti dobršen del svoje kariere zaradi zdravljenja. Igralsko kariero je zaključil po sezoni 2014/2015. Delo bo nadaljeval kot trener mlajših kategorij v Portorožu. Znan je bil po požrtvovalnosti, tako na terenu kot izven njega. Na terenu je v Evroligi doživel brutalen napad ameriškega centra Panathinaikosa Batisteja, ki je bilo označenza enega najgrših prekrškov v zgodovini Evrolige. Izven terena pa je Union Olimpiji odpustil ogromno dolga, kar je verjetno tlakovalo pot njenem obstanku. Trenutno je glavni trener KK Plama-pur Ilirska Bistrica, ki je bila v sezoni 2023/2024 na pragu uvrstitve v 1. SKL.

## Klubska kariera
V sezoni 2001/2002 je igral v KK Triglav Kranj, nato eno sezono pri Slovanu kot posojen igralec Olimpije, za katero je igral od sezone 2003. Med letoma 2005 in 2008 zaradi hude poškodbe kolena ni mogel veliko igrati in je bolj ali manj izpustil tri sezone. Pri KK Union Olimpija je nastopal 9 sezon, kjer je bil kapetan ekipe do leta 2010. Kariero je nadaljeval na Hrvaškem v klubu Zagreb. V tem obdobju je tudi prejel hrvaško državljanstvo. Zadnji dve sezoni je odigral v Ligi Telemach za ekipo Portoroža. 

## Reprezentanca
V slovenski reprezentanci je debitiral 8. septembra 2004 na tekmi proti Franciji. Leta 2006 je igral na Japonskem kjer se je z ekipo Slovenije udeležil svetovnega prvenstva. Odigral je 24 uradnih tekem in dosegel 105 točk.